# Qoo10
Qoo10（キューテン）は、2010年から運営されているマーケットプレイス型総合ECモールである。2018年からQoo10の日本国内事業「Qoo10.jp（キューテンドットジェイピー）」は、eBay（イーベイ：本社カリフォルニア州サンノゼ）が買収し、同年からeBay Japan（イーベイ・ジャパン）合同会社がQoo10.jpの運営を行う。Qoo10.jpの公称会員登録数は1750万人以上、女性支持率は75％、世代は10～30代が65％以上である。総合モールであるため、取扱商品カテゴリはファッション・ビューティーから家具・家電やeチケット等と多岐に渡っている。主な業務はサイトに登録しているセラー（売り手）がサイトに登録しているバイヤー（買い手）に商品を提供するサポートなどである。
本項においては現在Qoo10という名称にて日本国内でサービス展開をしているQoo10.jp（キューテンドットジェイピー）についての記述を主に行う。日本国外におけるQoo10については、日本国外でサービス展開しているQoo10についてを参照。

## 運営

### eBay Japan合同会社
日本での運営は、eBayグループの日本法人のひとつであるeBay Japan合同会社（eBay Japan G.K.）が行う。事業内容は、電子商取引マーケットプレイスの運営である。

### eBay Inc.
世界中でBuyer（買い手）1億7500万人、Seller（売り手）は2,500万人（個人・法人含む）とインターネットオークションでは世界最多の利用者 を持つeBayがマーケットプレイスとして日本国内市場に本格参入するのは、2002年3月31日以来のことである。
eBayの2017年の取引額は884億ドル（約10兆円※）で、eBay運営のグローバルプラットフォームでは、10億件以上の商品が出品されている。※2017年末の為替レートで換算（1ドル= 111円）。

## eBayが買収後のQoo10
eBayのAPAC（アジア太平洋）地域のグローバル戦略として成功している韓国とオーストラリアに次ぐ重要拠点の一つが日本である。

### 買収後の動向
eBay運営の下、「今日のコスパを掘り出そう」 をコンセプトに運営を開始し、現在は「衝撃コスパモール」と「楽しさを仕掛け、喜びを届ける。」をコンセプトとしている。
日本国内で総合ECモールのカテゴリでは、第4位の流通総額を誇っている（1位は楽天、2位はAmazon、3位はYahoo!ショッピング、5位はau PAY マーケットである）。
2019年1月、同社のコミュニケーション室長へのインタビューで、「越境EC」、「決済機能」、「ハイブリッド店舗」の3つの要素を併せ持つ「コネクテッドコマース」を目指し、改革を進めていくと明言している。eBay本体やeBayが持つ各国のサービス、及び国内にてB2B越境ビジネス支援を行っているイーベイ・ジャパン株式会社との事業連携もそう遠くない未来に実現する可能性があると示唆している。

### 買収金額について
eBayがQoo10を買収した際の買収金額は、一部の報道ではUS$700M（約700億円）という噂もあったが、実際に買収金額として計上されているのはUS$573M（約573億円）であることがeBayの決済説明会資料で明らかになった。

### 日本国外でサービス展開しているQoo10について
eBayが買収を行い日本国内にてサービスを展開している電子商取引プラットフォームはQoo10の中の日本事業（Qoo10.jp）のみである。日本事業以外のQoo10（qoo10.com、qoo10.sg、qoo10.my、qoo10.co.id、qoo10.cn、qoo10.hk、qoo10.in）については、Qoo10 Pte Ltdというシンガポールに本拠地を置く企業が運営している。
Qoo10 Pte Ltd.が運営しているQoo10は、日本国外のアジア地域で電子商取引を行っており、シンガポールに本社を置く東南アジアの電子商取引プラットフォームで、以前はGMarketと呼ばれていた。 シンガポール、インドネシア、マレーシア、中国本土、香港にローカライズされたオンラインマーケットプレイスを展開する。

## 旧運営時代のQoo10
ジオシス合同会社の運営下時代については、ジオシスを参照。

## 沿革
- 2008年
  - 1月 - Gmarket日本サイトをオープン
  - 11月 - Gmarketシンガポールサイトをオープン
- 2009年
  - 4月 - 創業者ク・ヨンベが、GmarketをeBayへ売却[13]
- 2010年
  - 6月 - eBayとのジョイントベンチャーとして日本法人「ジオシス合同会社」を設立[14][15][16]
  - 6月 - オープンマーケットプレイス「Qoo10.jp」をオープン
- 2011年
  - 4月 - Gmarketインドネシアおよびマレーシアサイトをオープン
  - 11月 - Gmarketグローバルサイトをオープン
- 2012年
  - 6月 - eBayのブランド名で運営していたGmarketを、Qoo10に変更[17]
  - 6月 - モバイル向けショッピングサイト「Qoo10」が開始[18]
  - 7月 - Qoo10中国や香港サイトをオープン[19]
  - 11月 - ショッピングメッセンジャーアプリ「Qtalk」の提供を開始[20]
- 2015年
  - - コミュニケーションアプリ「Qsquare」の提供を開始[18]
  - 7月 - Singapore Press Holdings Ltd、eBayなどから8210万米ドルの資金調達を実施[21]
- 2016年
  - 7月 - フルフィルメントサービスQWMSの提供を開始[22]
  - 12月 - 「Qtalk」を「LIVE10」にサービス名称変更[23]
- 2017年
  - 1月 - Qoo10の国内会員数が750万人を突破[24]
  - 2月 - 新フルフィルメントサービスで取扱量が増加[25]
  - 3月 - 「KCON 2017 JAPAN」をメインスポンサーとして開催[26][27]
  - 11月 - 「2017 Mnet Asian Music Awards」をメインスポンサーとして開催[28][29]
- 2018年
  - 2月 - eBayがジオシス日本事業買収を公表[30]
  - 4月 - Qoo10の日本モールと海外を分離
  - 5月 - eBayがQoo10日本事業買収し運営を開始[31]
  - 5月 - 登録会員数が1,000万人を突破
  - 8月 - 社名がeBay Japan合同会社（eBay Japan G.K.）に変更[32][33]
  - 8月 - 社名変更に合わせてコーポレートロゴも刷新[32][34]
  - 8月 - 日本記念日協会が9月10日を「いいショッピングQoo10の日」として記念日に登録認定[35]
  - 11月 - Qoo10では初となるTVCM実施の情報を開示。仲里依紗を起用。[36][37][38][39]
  - 11月 - eBay Japan合同会社によりQoo10のアプリが大幅にリニューアル[6][37][38]
- 2019年
  - 1月 - TBS「サンデー・ジャンクション」[40]、テレビ朝日「10万円でできるかなSP」[41] で紹介されるなどテレビへの露出が増加
  - 1月 - 2019年度、eBayがQoo10買収を経て「コネクテッドコマース」の実現を目指す事を明言[8]
  - 3月 - 新テレビCMの放映がスタート。女優の仲里依紗、戸田恵子を起用。[42]
  - 3月 - 旅色フェスタ2019に韓国コスメ・ビューティの体験ブースを出展。アモーレパシフィック直営店からのコスメ等を試供。[43]
  - 4月 - Qoo10が顧客利便性向上に向け、ウェルネット「銀行ATM（ペイジー）」スマホ決済を導入。[44]

## 関連会社
- eBay（イーベイ）
- eBay Classifieds Group（イーベイクラシファイズグループ）
- StubHub（スタブハブ）
- Skype（スカイプ）
- PayPal（ペイパル）